# Buddinge Kirke
Buddinge Kirke blev bygget i tre etaper, og således blev kun den første del, selve kirken, indviet 24. november 1968.
Kirken modtog i 1972 "Prisen til Hovedstadens Forskønnelse".